# David Čep
David Čep (* 4. října 1980) je český fotbalový obránce, od roku 2022 hrající za celek 1. FC Olešnice.

## Fotbalová kariéra
S fotbalem začínal v olomouckém celku TJ Sokol Nový Svět, odkud v roce 2000 zamířil do Sigmy Olomouc. V lednu 2002 odešel na půlroční hostování do FC Bohemians Praha a v červenci 2003 přestoupil do Vysočiny Jihlava. Ani v Jihlavě se příliš dlouho neohřál a po roce přestoupil do Hanácké Slavie Kroměříž. Tady zaujal představitele Tatranu Prešov, kam po dvouletém působení v Kroměříži přestoupil. V Prešově nakonec zůstal až do ledna 2012, kdy se vrátil do Kroměříže. V březnu pak zamířil na roční hostování do 1. HFK Olomouc. V létě 2015 odešel na roční angažmá do rakouského celku Union Hofstetten Grünau, ze kterého se vrátil do Kroměříže.